# Barcelonnette
Barcelonnette es una localidad y comuna francesa situada en el departamento de Alpes de Alta Provenza en la región de Provenza-Alpes-Costa Azul.

## Demografía
| 2432 | 2476 | 2626 | 2735 | 2976 | 2819 |
| Para los censos de 1962 a 1999 la población legal corresponde a la población sin duplicidades (Fuente: INSEE [Consultar]) |      |      |      |      |      |

## Historia
Barcelonnette fue fundada y bautizada con ese nombre en 1231, por  Ramón Berenguer V,  Conde de Provenza. El nombre del pueblo suele considerarse un diminutivo de Barcelona de Cataluña. Albert Dauzat y Charles Rostaing indican un documento anterior con el nombre Barcilona referido a Barcelonnette en torno a 1200, y sugieren que deriva de dos raíces que significan montaña, *bar y *cin (el último de los cuales también se ve en el nombre de Mont Cenis).
En el dialecto vivaro-alpino del occitano, la ciudad es conocida como Barcilona de Provença o más raramente Barciloneta de acuerdo con la norma clásica; bajo la norma mistraliana se le llama Barcilouna de Prouvença o Barcilouneto. En Valéian (el dialecto de la lengua occitana en el Valle de Ubaye), se le llama Barcilouna de Prouvença o Barcilounéta. Barcino Nova es el nombre de la ciudad en latín que significa "nueva Barcelona"; Barcino era el nombre romano de Barcelona en la Tarraconense desde su fundación por el emperador Augusto en el 10 aC, y que no se convirtió en Barcelona hasta la Edad Media.
Los habitantes de la ciudad se llaman Barcelonnettes o Vilandroises en Valéian. 

### Orígenes
La región de Barcelonnette estaba poblada por ligures desde el 1.er milenio aC en adelante, y la llegada de los celtas varios siglos más tarde dio lugar a la formación de una mezcla de gente Celto-Ligur, los vesubianos. Polibio describió a los vesubianos como beligerantes pero no obstante civilizados y mercantiles, y Julio César alabó su valentía. El trabajo Historia de los galos también pone los Vesubians en el valle de Ubaye
A raíz de la conquista romana de Provenza, Barcelonnette fue incluido en una pequeña provincia con modernos  Embrun como su capital y se rige por Albanus Bassalus. Esto se integró poco después en la Galia Narbonense. En el 36 d. C., el emperador Nerón transfirió Barcelonnette a la provincia de los Alpes Cotianos. La ciudad era conocida como Rigomagensium bajo el Imperio Romano y fue la capital de una civitas (una subdivisión provincial); de hecho, se han descubierto monedas romanas en el cantón de Barcelonnette.

### Ciudad medieval
La ciudad de Barcelonnette fue fundada en 1231 por  Ramón Berenguer IV, Conde de Provenza. Según Charles Rostaing, este acto de "fundación" formal dio ciertos privilegios a la ciudad, y fue un medio de regeneración de la ciudad destruida de Barcilona.
A la ciudad se le concedió un consulado (que le daba la potestad de administrar y defenderse a sí misma) en 1240.
El control de la zona en la Edad Media iba alternando entre los condes de Saboya y los de Provenza. En 1388, después de que el Conde Luis II de Provenza dejara conquistar Nápoles, el conde de Saboya Amadeo VIII tomó el control de Barcelonnette; sin embargo, volvió bajo control provenzal en 1390, con la familia d'Audiffret como sus señores. A la muerte de Luis II en 1417 volvió a Saboya, y, aunque el Conde  René de nuevo volvió a incluirla dentro del área de Provenza en 1471, regresó a la dominación de Saboya a comienzos del siglo XVI, ya que el condado de Provenza había pasado a formar parte del Reino de Francia debido a la muerte del Conde Carlos IV en 1481.

### Antiguo Régimen
Durante la invasión de Provenza por parte de Carlos I de España en 1536, éste envió contra Francisco I de Francia a 6000 lansquenetes de Georg von Frundsberg asolando la zona con una política de tierra quemada. Barcelonnette y el Valle del Ubaye permanecieron bajo soberanía francesa hasta el segundo Tratado de Cateau-Cambrésis el 3 de abril de 1559.[cita requerida]
En 1588 las tropas de François, duque de Lesdiguières entraron en la ciudad y prendieron fuego a la iglesia y al convento durante su campaña contra el duque de Saboya. En 1600, después del Tratado de Vervins, volvió el conflicto entre Enrique IV de Francia y la casa de Saboya, y Lesdiguières retomó Barcelonnette hasta la conclusión con el  Tratado de Lyon el 17 de enero del año siguiente. En 1628, durante la Guerra de Sucesión de Mantua, Barcelonnette y los otros pueblos del Valle Ubaye fueron saqueados y quemados por Jacques du Blé d'Uxelles y sus tropas, mientras atravesaban hacia Italia en ayuda del Ducado de Mantua. La ciudad fue recuperada por el duque de Saboya en 1630, y en 1691 fue capturada de nuevo por las tropas del marqués de Vins durante la Guerra de la Liga de Augsburgo.[cita requerida]
Entre 1614 y 1713, Barcelonnette fue la sede de una de las cuatro prefecturas bajo la jurisdicción del Senado de Niza. En ese momento, la comunidad de Barcelonnette adquirió con éxito el Señorío de la ciudad, ya que fue puesta a subasta por el duque de Saboya, quien con ello ganó sus propios poderes justiciales. En 1646, se fundó un colegio en Barcelonnette.
Una parte "significativa" de los habitantes de la ciudad, en el siglo XVI, se convirtió al protestantismo, y fueron reprimidos durante lal Guerras de religión.
La  viguerie  de Barcelonnette (que comprende también  Saint-Martin y Entraunes) se volvió a unir a Francia en 1713 como parte de un intercambio territorial con el Ducado de Saboya durante los Tratados de Utrecht. La ciudad seguía siendo el centro de una veguería hasta la Revolución Francesa. Un decreto del Consejo de Estado el 25 de diciembre 1714 reunió Barcelonnete con el gobierno general de la Provenza.

### Revolución y masonería
Barcelonnette era uno de los pocos asentamientos en Haute-Provence en tener una Logia Masónica antes de la Revolución; de hecho, tiene dos:
- La logia de  Saint-Jean-d'Écosse des amis réunis , afiliada a la logia Saint-Jean-d'Écosse' en Marsella;
- La logia de  Saint-Jean , afiliada a la 'logia Saint-Jean-de-Jérusalem d'Aviñón'  fundada en 1749.[24][25]

En marzo de 1789, se produjeron disturbios como consecuencia de una crisis en la producción de trigo. En julio, el Gran Miedo a represalias aristocráticas contra la Revolución Francesa golpeó Francia, y llegó a la zona de Barcelonnette el 31 de julio 1789 (cuando la noticia de la toma de la Bastille llegó a la ciudad) antes de extenderse hacia Digne.
Esta agitación continuó en el valle del Ubaye; una nueva revuelta estalló el 14 de junio, y la hambruna fue declarada en abril de 1792. La sociedad patriótica de la comuna fue uno de los primeros 21 creadas en Alpes-de-Haute-Provence, en la primavera de 1792, por los enviados de la administración departamental. Alrededor de un tercio de la población masculina atendía a la comuna. Otro episodio de violencia política se produjo en agosto de 1792.
Barcelonnette fue la sede del Distrito de Barcelonnette en 1790-1800.

## Los barcelonnettes en México
En el siglo XIX hubo una gran emigración predominantemente masculina de Barcelonnette a México. Al respecto L'Hôtel AZTECA y el Musée de la vallée publicaronː Se estiman en 60,000 los descendientes de los barcelonnettes, dispersos en todo el territorio mexicano. Muchos de ellos se mezclaron con la población local. Algunos siguen siendo Bajo Alpinos y dividiendo su vida entre México y el valle del Ubaye...  La migración inició hacia 1812, muy cerca de la independencia de México. Parte de ella fue de los barcelonnettes que habían emigrado a Luisiana, que Francia perdió en la Guerra de los Siete Años y que vieron oportunidad de crecimiento en la Nueva España sobre la cual España tenía cada vez menos control.
En 1821, consumada la independencia mexicana, la migración de barcelonnettes creció. Más aún cuando el establecimiento del imperio de Maximiliano I de México se tradujo en comunicación mensual, vía marítima, entre Barcelonnette y Veracruz.  Eso abrió la puerta para que los jóvenes se establecieran en las principales ciudades de un amplio corredor que va del puerto de Veracruz a la Ciudad de México. Puebla, urbe que desde la Colonia se destaca por su comercio y su desarrollo textil, fue un foco de atracción para los migrantes. Emile Chabrand, emigrante que se convirtió en comerciante destacado en México, escribió respecto a la urbeː
"Tal como Veracruz, también Puebla debe a los españoles que la construyeron su aspecto un tanto morisco. La importancia industrial de Puebla es considerable. Desde su fundación se establecieron en ella innumerables talleres textiles que fueron la base de pujantes fábricas de hilados y tejidos de algodón que actualmente producen mantas, telas de punto, calcetera, sarapes, rebozos y sombreros. También se elaboran papel y otros productos. Naturalmente se encuentra, asimismo, la presencia de Francia en las personas de pasteleros, reposteros, restauranteros, camiseros, sombrereros y comerciantes de novedades, casi todos ellos compatriotas originarios del valle de Barceloneta. Están instalados en las tiendas más lujosas de las principales calles de la ciudad..." 
En Río Blanco y Nogales, en la conurbación que en la actualidad se conoce como Ciudad Mendoza, cercana a Orizaba, en Veracruz los barcelonnettes instalaron uno de los enclaves más importantes de la industria textil mexicana durante el porfiriato, y en la Ciudad de México establecieron sus grandes tiendas, entonces de mayoreo, con las que surtían de ropa y artículos para el hogar a gran parte del territorio mexicano. De ellas, algunas han desaparecido, como el Centro Mercantil, la Ciudad de México, el Puerto de Veracruz y otras han trascendido el tiempo y son parte medular de los grandes almacenes del país, como El Palacio de Hierro, El Puerto de Liverpool y Las Fábricas de Francia.[cita requerida]
La conurbación del valle de Orizaba presenta arquitectura destacable Art nouveau de origen francés como el Palacio de Hierro, diseñado por Gustave Eiffel, ubicado en la ciudad de Orizaba, Veracruz, así como diversas edificaciones y numerosos puentes en la ciudad y la zona conurbada que reflejan una influencia europea en su arquitectura.[cita requerida]

## México en Barcelonnette
Asimismo, hay una población considerable de barcelonettes que, en esa zona de Francia, homenajean a México en su música, su arquitectura y su cultura.

## Catástrofe aérea
El Vuelo 9525 de Germanwings se estrelló en su subprefectura el 24 de marzo de 2015, en la población cercana de Prads-Haute-Bléone, instalándose la base de operaciones del dispositivo de rescate en la población de Seyne-les-Alpes.

## Patrimonio

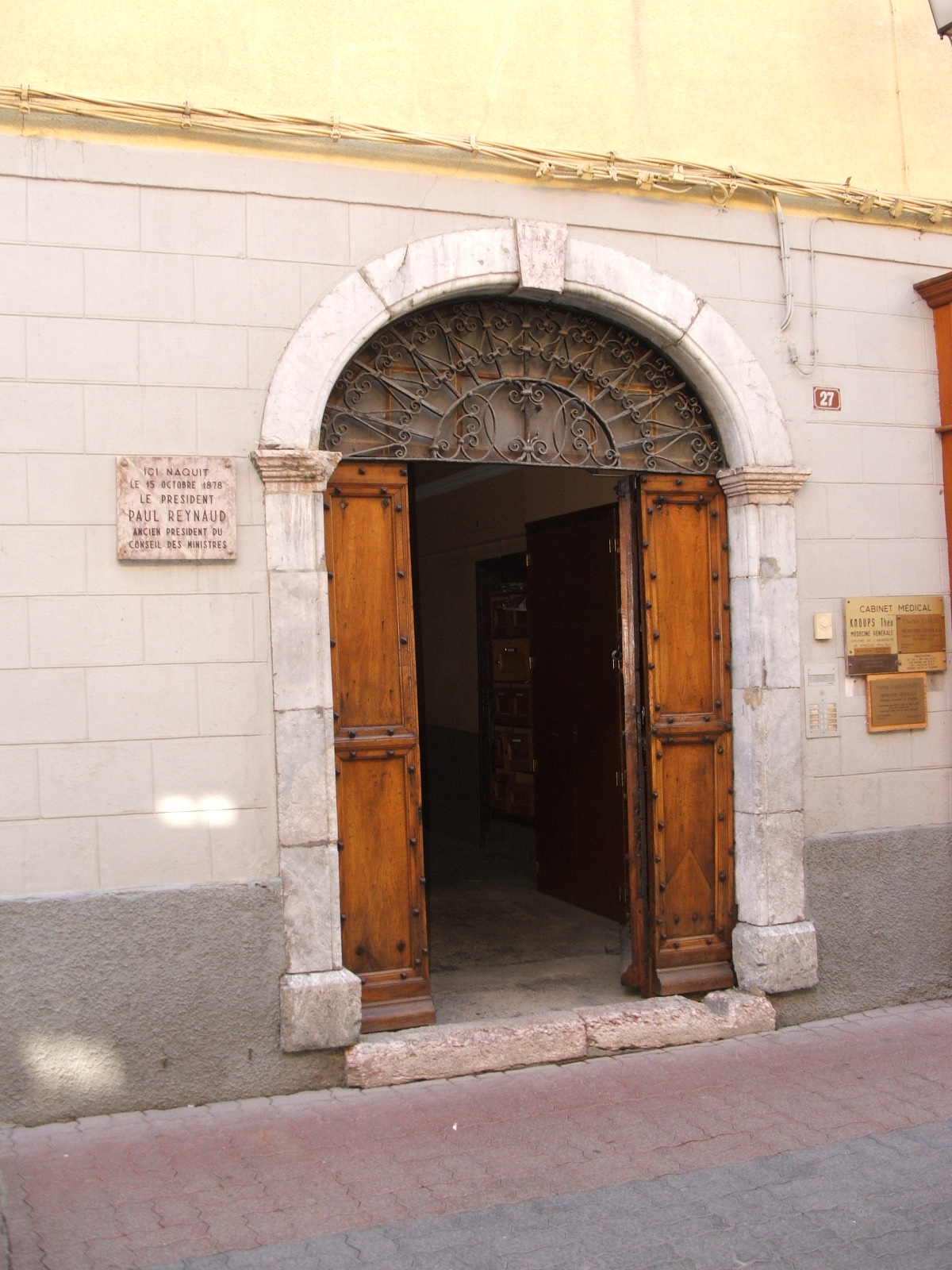
La casa de Paul Reynaud.

- La torre Cardinalis
- El Museo de la Vallée
- La Sapinière
- La plaza Manuel

## Personalidades
- Paul Reynaud, político nacido en Barcelonette el 15 de octubre de 1878
- Daniel Spagnou, político nacido en Barcelonette el 22 de septiembre de 1940.
- Honoré Bonnet, deportista.
- Jacques Manuel, diputado durante la Restauración Francesa.
- Henri Grouès, el "Abbé Pierre" o El ángel de los pobres.
- Pierre Bottero, escritor de literatura fantástica.
- Emile Chabrand, escritor, emigrante que se convirtió en comerciante destacado en México.
- Joseph Tron, comerciante, fundador de El Palacio de Hierro.
- Jules Tron, comerciante, fundador de El Palacio de Hierro.
- Henri Tron, comerciante, director general de El Palacio de Hierro.
- Joseph Léautaud, comerciante, fundador de El Palacio de Hierro.